# Аксененко Сергій Іванович
Сергі́й Іва́нович Аксе́ненко (нар. 25 травня 1967, Арциз) — український політик. Член КПУ (з грудня 1992 року). Генеральний директор ТОВ «Видавничий дім „Лантан“» (з жовтня 2005 року). Головний редактор журналу «Время Z» (з жовтня 2005 року). Координатор Всеукраїнської асоціації операторів кабельного телебачення і телеінформаційних мереж (з червня 2000 року). Активний захисник російської мови в Україні[джерело?]. Заперечує Голодомор 1932—1933 років.

## Життєпис
Народився 25 травня 1967 року в місті Арциз Одеської області. Українець.
Освіта: Луганський державний педагогічний інститут імені Тараса Шевченка, природничо-географічний факультет (1991), учитель географії і біології.
Від вересня 1974 року до червня 1984 року — школяр СШ № 22 міста Петровське.
Від серпня 1984 року до червня 1985 року був студентом Ворошиловградського педагогічного інституту.
Від червня 1985 року до травня 1987 року служив в армії.
Від травня 1987 року до серпня 1991 року — студент Луганського державного педагогічного інституту. Одночасно працював в охороні на заводі імені Пархоменка, слюсарем заводу імені 25-річчя Жовтня, вчителем географії середньої школи.
У 1988—1989 роках — комсорг факультету, заступник комсорга з ідеології; у 1990—1991 роках — член ради інституту, голова ревізійної комісії профкому студентів Луганського педагогічного інституту.
Від серпня 1991 року до серпня 1992 року — вчитель біології Лутугинської СШ № 1. Випускав газету «Мир увлечений». Від серпня 1992 року до квітня 1993 року — кореспондент лутугинської районної газета «Трудовая слава». Від квітня 1993 року до січня 1994 року — редактор Державного комунального підприємства «Телекомпанія „Луга-ТВ“» (Луганськ). Від березня 1994 року до травня 1994 року — другий секретар Луганського обкому КПУ.
Від грудня 1997 року до червня 2000 року — голова правління Всеукраїнської асоціації операторів кабельного телебачення і телеінформаційних мереж.
Від липня 2000 року до липня 2003 року — президент ТОВ «Телерадіокомпанія Марс-ТВ» (Київ).
Від липня 2003 року до липня 2005 року — головний редактор журналу «Твое время», ТОВ «Видавничий дім „Час“».
У 1993—1998 роках — голова Луганського обласного літературного об'єднання імені Володимира Сосюри (з 1994 року — незалежне об'єднання письменників Луганщини).
Член Національної спілки журналістів України (з 1994 року), Міжнародного співтовариства письменницьких спілок (Міжрегіональної спілки письменників, колишня Спілка письменників СРСР) (з 1997 року).
Член редколегії журналу «Ренессанс». Державний службовець першого рангу (перша категорія).

## Політична діяльність
Від травня 1994 року до травня 1998 року — народний депутат України — Лутугинський виборчий округ № 254, Луганська область. Голова підкомітету з питань авдіовізуальних засобів масової інформації Ком-ту законодавчого забезпечення свободи слова та засобів масової інформації.
У 1995—1998 роках — голова Тимчасової слідчої комісії Верховної ради України з питань вивчення ситуації в телерадіоінформаційному просторі України.
Від 16 березня 1999 року до 11 червня 1999 року — член Національної ради України з питань телебачення та радіомовлення (від ВР України), від 11 червня 1999 року до 20 квітня 2000 року — уповноважений член, в.о. голови Національної ради України з питань телебачення та радіомовлення.
Делегат Всеукраїнської конференції (у березні 1993 року) і відновлювального з'їзду КПУ (у червні 1993 року).

## Сім'я
- Батько Кліцов Іван Пилипович (1934—1976) — шахтар.
- Мати Аксьоненко Людмила Юхимівна (1942) — учителька.
- Син Дмитро (нар. 1990) — геймдизайнер.
- Син Олександр — школяр (нар. 2000).

## Деякі статті Аксененка
- «O 1937 годе и не только»
- «Плановая система хозяйствования и дефицит»